# Паново (Калузька область)
Паново (рос. Паново) — присілок в Ізносковському районі Калузької області Російської Федерації.
Населення становить 1 особу. Входить до складу муніципального утворення Село Льнозавод.

## Історія
Від 2004 року входить до складу муніципального утворення Село Льнозавод

## Населення
| 2002 | 2010 |
| ---- | ---- |
| 5    | ↘1   |